# Aílton Almeida
Aílton José Almeida (Hematita, 20 agosto 1984) è un ex calciatore brasiliano, di ruolo attaccante.

## Carriera

### APOEL Nicosia
Nel match di Champions League disputatosi il 13 settembre 2011 contro lo Zenit San Pietroburgo segna la rete del definitivo 2-1. Grazie alle sue reti riesce a trascinare la sua squadra, classificatasi prima nel girone, al turno successivo, gli ottavi di Champions League. Divenne noto quando, con il suo modesto APOEL Nicosia, raggiunse i quarti di finale di Champions League. L'APOEL fu la prima ed unica squadra cipriota a vincere il proprio girone di Champions League, passando il turno ed arrivando fino ai quarti di finale.

## Palmarès

### Club

#### Competizioni nazionali
- Campionato danese: 3

Copenaghen: 2006-2007, 2008-2009, 2009-2010
- Coppa di Danimarca: 1

Copenaghen: 2008-2009
- Campionato cipriota di calcio: 1

APOEL Nicosia: 2010-2011
- Supercoppa di Cipro: 1

APOEL Nicosia: 2011
- Supercoppa dell'Arabia Saudita: 1

Al-Hilal: 2015